# Стрибки у воду на Чемпіонаті світу з водних видів спорту 1975
Змагання зі стрибків у воду на Чемпіонаті світу з водних видів спорту 1975 відбулися в Калі (Колумбія).

## Таблиця медалей
| Місце               | Країна              | Золото | Срібло | Бронза | Загалом |
| ------------------- | ------------------- | ------ | ------ | ------ | ------- |
| 1                   | США (USA)           | 2      | 0      | 1      | 3       |
| 2                   | СРСР (URS)          | 1      | 3      | 1      | 5       |
| 3                   | Італія (ITA)        | 1      | 1      | 0      | 2       |
| 4                   | Мексика (MEX)       | 0      | 0      | 1      | 1       |
| 4                   | Швеція (SWE)        | 0      | 0      | 1      | 1       |
| Загалом (5 збірних) | Загалом (5 збірних) | 4      | 4      | 4      | 12      |

## Медальний залік

### Чоловіки
| Дисципліна    | Золото                     | Срібло                       | Бронза                         |
| Трамплін, 3 м | Філліп Боґґс (USA) 597.12  | Клаус Дібіасі (ITA) 588.21   | В'ячеслав Страхов (URS) 577.59 |
| Вишка, 10 м   | Клаус Дібіасі (ITA) 547.98 | Микола Михайлін (URS) 532.95 | Карлос Хірон (MEX) 529.71      |

### Жінки
| Дисципліна    | Золото                      | Срібло                        | Бронза                     |
| Трамплін, 3 м | Ірина Калініна (URS) 489.81 | Тетяна Волинкіна (URS) 473.37 | Крістін Лук (USA) 466.92   |
| Вишка, 10 м   | Дженет Ілі (USA) 403.89     | Ірина Калініна (URS) 387.99   | Ульріка Кнапе (SWE) 387.90 |